# Харт, Томас Чарльз
Томас Чарльз Харт (англ. Thomas Charles Hart) (12 июня 1877, Дейвисон, Мичиган — 4 июля 1971, Шарон, Коннектикут) — американский адмирал периода Второй мировой войны. К началу войны командовал Азиатским флотом США. С началом войны и созданием командования ABDA был назначен командующим союзным флотом подчиненным командованию.